# أسكلو محمد حسنلو
أسكلو محمد حسنلو هي قرية في مقاطعة خدا أفرين، إيران. عدد سكان هذه القرية هو 214 في سنة 2006.